# 黃雲 (嘉靖進士)
黃雲（1508年—？），字叔卿，陝西西安府咸寧縣人，匠籍，明朝政治人物。

## 生平
嘉靖十年（1531年）辛卯科陝西鄉試第五十三名舉人，十四年（1535年）中式乙未科會試第二百十名，二甲第八十二名進士。授工部虞衡司主事，榷稅浙江，出為山西按察司副使、兵備岢嵐，卒於官。

## 家族
曾祖黃榮；祖父黃銘；父黃臣，母李氏。具慶下。兄黃震、黃霑。